# Ludwig Schlögel
Ludwig Schlögel (Aussig an der Elbe, sinds 1945 Ústí nad Labem, 4 mei 1844 – Pola in Istrië, nu Pula (Kroatië), 15 januari 1894) was een Boheems componist en dirigent.

## Levensloop
Schlögel kreeg al in jonge jaren muzieklessen. Een verdere opleiding kreeg hij bij het militair. Hij werd in 1879 kapelmeester van het Militaire muziekkorps van het Infanterie-Regiment Nr. 62 in Marosvásárhely, nu: Târgu Mureș en later bij het Militaire muziekkorps van het Infanterie-Regiment Nr. 49 in Sankt Pölten waar hij tot 1891 verbleef. Voor een korte tijd was hij bij dit regiment samen met de Oostenrijkse marskoning Joseph Franz Wagner die ook een bepaalde tijd kapelmeester bij dit regiment was. Aansluitend was hij tot 1894 kapelmeester bij een marine muziekkorps.
Schlögel was de succesrijke concurrentie van Johann Strauß (Sohn). Onder andere componeerde Schlögel een wals met de titel: An der schönen blauen Adria. Johann Strauß (Sohn) componeerde aansluitend een (of beter: de) bekende concertwals An der schönen blauen Donau.

## Composities

### Werken voor harmonieorkest
- 1880 Joseph-Marsch, op. 47
- 1882 Turovo-Marsch
- 1883 Prinz Ludwig-Marsch, op. 55
- 1883 Fahnentreue, mars, op. 63
- 1890 Wiener Schwalben, mars, op. 86
- 1891 Szlankamen-Marsch
- 62er Regiments- und Defiliermarsch
- An der schönen blauen Adria, wals, op. 99
- Erzherzog Carl Ludwig-Marsch
- Erzherzog Ludwig Viktor-Marsch
- Frisch vom Stapel, marine-mars
- Gasteiner-Marsch, op. 79
- Groß-Wien-Vereinigungs-Marsch
- Hoch Salzburg (Salzburger Alpenlieder-Marsch)
- Mit Leier und Schwert, mars
- Székelyi (Székler-)Marsch

### Werken voor koren
- Aus Johann Strauß´schen Operetten, selectie voor gemengd koor en orkest